# Stari Petlykiwzi
Stari Petlykiwzi (ukrainisch Старі Петликівці; russisch Старые Петликовцы Staryje Petlikowzy, polnisch Petlikowce Stare) ist ein Dorf im Süden der ukrainischen Oblast Ternopil mit etwa 1000 Einwohnern (2001).

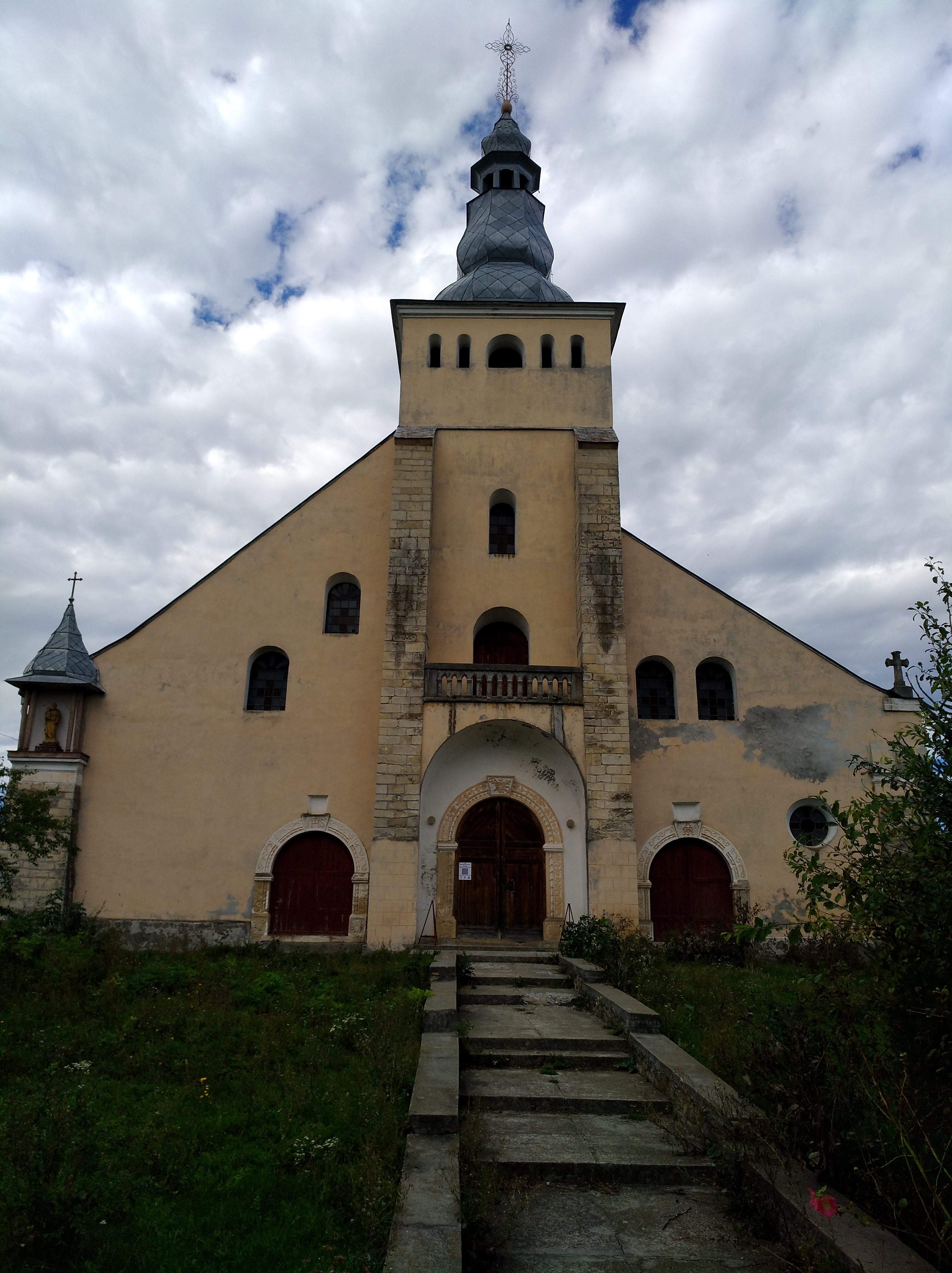
Römisch-katholische Kirche in Stari Petlykiwzi

Das erstmals 1467 schriftlich erwähnte Dorf liegt am Ufer der Strypa, einem Nebenfluss des Dnister, 11 km nördlich vom Rajonzentrum Butschatsch und etwa 60 km südlich vom Oblastzentrum Ternopil.
Im Westen vom Dorf verläuft in Nord-Süd-Richtung die Territorialstraße T–20–06 und im Osten, parallel zur Territorialstraße, die Fernstraße M 18.
Am 12. Juni 2020 wurde das Dorf ein Teil der Stadtgemeinde Butschatsch im Rajon Butschatsch; bis dahin bildete es zusammen mit dem Dorf Biljawynzi die Landratsgemeinde Stari Petlykiwzi (Старопетликівська сільська рада/Staropetlykiwska silska rada) im Norden des Rajons Butschatsch.
Am 17. Juli 2020 wurde der Ort Teil des Rajons Tschortkiw.

## Söhne und Töchter
- Innocent Hilarion Lotocky (1915–2013); Bischof der Eparchie Saint Nicolas of Chicago der Ukrainischen Griechisch-Katholischen Kirche in den Vereinigten Staaten